# Скшинкі (гміна Курник)
Скшинкі (пол. Skrzynki, нім. Seeforst) — село в Польщі, у гміні Курник Познанського повіту Великопольського воєводства.
Населення — 595 осіб (2011).
У 1975-1998 роках село належало до Познанського воєводства.

## Демографія
Демографічна структура станом на 31 березня 2011 року:
|          | Загалом | Допрацездатний вік | Працездатний вік | Постпрацездатний вік |
| -------- | ------- | ------------------ | ---------------- | -------------------- |
| Чоловіки | 312     | 88                 | 200              | 24                   |
| Жінки    | 283     | 63                 | 182              | 38                   |
| Разом    | 595     | 151                | 382              | 62                   |